# Млетачка република (1848—1849)
Млетачка република, или Република Светог Марка (итал. Repubblica di San Marco) током Првог италијанског рата за уједињење, била је краткотрајна држава која је постојала од 22. марта 1848. до 27. августа 1849. године.

## Увод
Током Наполеонових ратова Италија је била уједињена под француском влашћу. Бечким конгресом поновно је успостављена политичка раздробљеност Италије, иако је број држава сада био мањи: престала је да постоји Ђеновљанска република (заузео ју је Пијемонт), Млетачка република (укинута Кампоформијским миром; од 1814. године у саставу Ломбардско-млетачке области које су одредбама Конгреса припојене Аустрији) и известан број мањих кнежевина које су припојене већима. Број држава у Италији сада је био осам: Ломбардско-млетачка краљевина, Пијемонт, Краљевство Две Сицилије, Папска држава, Тоскана, Парма, Модена и мала Лука. Највећи број ових држава био је под посредним или непосредним утицајем Аустрије. Становништво Италије је, сем тога, доста страдало у реакцијама монархистичких држава у Европи након пораза Наполеона.
Економски најразвијенија италијанска држава била је Ломбардско-млетачка област која је, после Белгије, била најгушће насељена територија Европе. Почетком четрдесетих година имала је 5.600.000 становника. Аустрија је настојала да успори развитак ове најнапредније италијанске области. И поред ових тешкоћа, ломбардско-млетачка индустрија брзо се развијала, посебно текстилна индустрија. Порези које је Аустрија наметала били су велики. Порез на земљу износио је 50%, а порез на со била је десет пута већа од њене вредности. За решавање најбезначајнијих питања било је потребно одобрење Беча у коме су акти послати из Милана стојали годинама без одговора.

## Историја
Економска и политичка криза која се појавила у свим европским земљама захватила је и Италију већ 1846. године. Криза је изазвала живљи друштвени покрет. Као повод је послужила смрт папе Гргура XVI. Нови папа, Пије IX, био је наклоњен либерализму те је извршио одређене реформе у циљу либерализације. Реформе су одушевиле и самог Мацинија. Пије и Мацини започели су са планирањем устанка против Аустријанаца. Карло Алберт, владар Пијемонта, стао је на страну револуционара.
Дана 22. фебруара 1848. године избила је револуција у Француској, а 13. марта отпочела је и Бечка револуција. Метерних је побегао из града. Милано је ликовао, а генерал Јозеф Радецки није успео спасти аутријске интересе. Народне масе су у сукобу однеле победу над трупама Радецког (75.000 људи) које су принуђене на повлачење (Пет дана Милана). Дана 22. марта избио је устанак у Млецима. Народ је на јуриш заузео Венецијански арсенал, а аустријска војска повукла се без борбе. Следећег дана проглашена је Млетачка република или Република Светог Марка на челу са адвокатом Данијелом Манином.
Под притиском народа, Карло-Алберт је започео нови рат против Аустријанаца (12. март). Трајао је само 11 дана. Након великог пораза код Новаре, Карло-Алберт је прерушен побегао са бојног поља Аустријанцима. Престо је преузео његов син, Виктор-Емануел. Аустријанци су невероватном суровошћу угушили устанак. Отпор у северној Италији пружали су само још Млеци. Папа Пије је упутио позив у помоћ Француској, Аустрији и Шпанији. Дана 30. марта започето је бомбардовање Рима без икакве најаве. Пет дана касније, војска француског генерала Удина улази у Рим.
Отпор је пружала само још Млетачка република. Пијемонтези су заробили и протерали из земље Ђузепеа Гарибалдија. Две трећине Венеције биле су порушене. Град је заузет тек 27. августа 1849. године. Тиме је угушен последњи отпор Италијана у Првом рату за уједињење.